# علی‌قلی بیگ گورکان شاملو

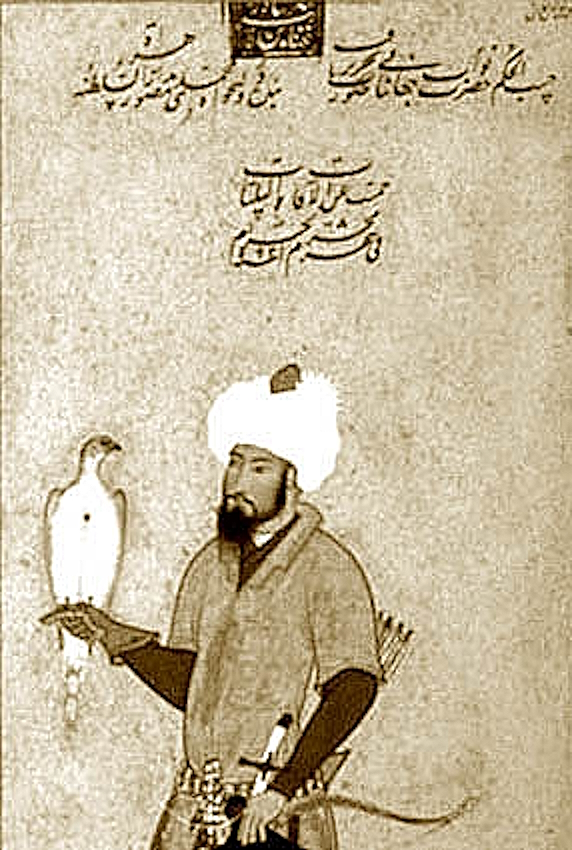
علی‌قلی بیگ گورکان شاملو، والی خراسان در سال ۱۵۷۶ و فرمانده ارتش در زمان شاه عباس بزرگ در ۱۵۸۸. نقاشی شده با رنگ خاکی توسط محمدی هروی در ۱۵۸۴.

علی‌قلی‌بیگ گورکان شاملو (درگذشت: ۹۶۸ خورشیدی، ۱۵۸۹ میلادی) فرزند سلطان حسین‌خان شاملو و خانی‌خان خانم، از رجال سیاسی نظامی دوره صفوی بود. وی از امرای قزلباش طایفه شاملو در دوره شاه اسماعیل دوم و شاه محمد خدابنده و شاه عباس یکم بود. پدر بزرگش دورمیش‌خان شاملو به هنگام سلطنت شاه اسماعیل اول صفوی مقام سپهسالاری داشت و علی‌قلی‌بیگ گورکان شاملو همچون جدش در حکومت شاه طهماسب اول صفوی از نظامیان ارشد سپاه وی بود. وی با زینب‌بیگم خواهر شاه اسماعیل دوم وصلت کرد. شاه اسماعیل دوم وی را امیرالامرای هرات کرده بود و به او فرمان داده بود به محض رسیدن به هرات شاهزاده عباس میرزا (بعداً «شاه عباس یکم) را به قتل برساند ولی وی تمایلی به کشتن عباس میرزا نداشت، زیرا مادرش خانی‌خان خانم مدت‌ها در حرمسرای سلطان محمد میرزا به عنوان قابله و دایه حمزه میرزا و سایر فرزندان وی، خدمت کرده بود، به همین دلیل چند روز پیش از قتل شاه اسماعیل دوم، از قزوین عازم خراسان شد و سفر را بدون شتاب رفت و ۲۶ روز مسافت را طول داد. بعداً با قتل شاه اسماعیل دوم این امر محقق نشد و شاهزاده عباس میرزا زنده ماند. سرانجام وی طی منازعات سیاسی با رقیبان خود، خصوصاً مرشد قلی خان استاجلو، جان خود را از دست داد. وی نقش مهمی را در به سلطنت رساندن شاه عباس یکم داشت.
عباس میرزا (شاه عباس یکم) به همراه علی‌قلی‌بیگ گورکان شاملو در جنگ‌های خراسان، محاصره قلعه نیشابور، محاصره قلعه تربت و نبرد تیرپل علیه پدرش شاه محمد خدابنده (شاه وقت) جنگید.

## بعد از قتل شاه اسماعیل دوم
علی‌قلی‌بیگ گورکان شاملو بعد از قتل شاه اسماعیل دوم (۱۵۷۷ میلادی) از طرف شاه محمد خدابنده عنوان لله و نایب السلطنه شاهزاده عباس میرزا را کسب نمود و دوباره حاکم هرات و قسمت بزرگی از خراسان شد. از طرف خیرالنساء بیگم نیز برای او تاج و کمری مرصع به عنوان خلعت فرستادند. با وجود و نفوذ وی در دربار قزوین، طایفه شاملو به مقامات بالا رسیدند.

## جشن للگی عباس میرزا (شاه عباس یکم)
پس از قتل شاه اسماعیل دوم برنامه کشتن عباس میرزا ناکام ماند. این رویداد باعث شد علی‌قلی‌بیگ گورکان شاملو جشنی بر پا کند و خود را لله عباس میرزا معرفی کند.

## اتحاد طوایف شاملو و استاجلو
پس از نافرجام ماندن قتل عباس‌میرزا، خیرالنساء بیگم (مادر وی) حکمی برای علی‌قلی‌بیگ گورکان شاملو مبنی بر بازگرداندن عباس میرزا به قزوین فرستاد. علی‌قلی‌بیگ گورکان شاملو و دیگر امرای قزلباش که بیشتر از طوایف استاجلو و شاملو بودند به دلیل قدرت نمایی در برابر دیگر امرای قزلباش پایتخت که بیشتر از اقوام تکلو و ترکمان بودند و همچنین به بهانه قوی ماندن در مقابل یورش ازبک‌ها، با ارجاع عباس میرزا مخالفت کردند. در این خصوص علی‌قلی‌بیگ گورکان شاملو و مرشد قلی‌خان سلطان استاجلو هم‌پیمان شدند.
از میان حکمرانان خراسان، مرتضی قلی‌خان پرناک ترکمان بر خلاف علی‌قلی‌بیگ گورکان شاملو و مرشد قلی‌خان سلطان استاجلو موافق بازگشت عباس میرزا از هرات به قزوین بود.

## مخالفت با مرتضی قلی‌خان پرناک ترکمان
ناسازگاری مرتضی قلی‌خان پرناک ترکمان و علی‌قلی‌بیگ گورکان شاملو جدا از این که متعلق به دو طایفه مخالف بودند، بیشتر به دلیل رقابت در حکمرانی بر خراسان و هرات بود. مرتضی قلی‌خان پرناک ترکمان پس از پیروزی بر ازبک‌ها به علی‌قلی‌بیگ گورکان شاملو به دیده حقارت می‌نگریست.

## منصب خانلرخانی
پس از کشته شدن مهدعلیا همسر شاه محمد خدابنده، امیران شاملو و استاجلو بیش از پیش متحد شدند و علی‌قلی‌بیگ گورکان شاملو را به منصب خانلرخانی و ریاست انتخاب کردند و خود را فرمانبردار وی شمردند.

## کشته شدن نزدیکان
پس از جنگ‌های خراسان (۱۵۸۰)، پدر (سلطان حسین‌خان شاملو)، مادر (خانی‌خان خانم) و دایی (حسین‌بیگ) علی‌قلی‌بیگ گورکان شاملو به دست مخالفان خود که متمرکز در دربار قزوین بودند کشته می‌شوند.

## محاصره قلعه نیشابور
محاصره قلعه نیشابور نبردی بود که در سال ۱۵۸۱ میلادی و مابین دو سپاه یکی به فرماندهی مرتضی قلی‌خان پرناک ترکمان و درویش محمدخان روملو و به حمایت حکومت مرکزی صفویه (شاه محمد خدابنده) و دیگری به فرماندهی علی‌قلی‌بیگ گورکان شاملو و مرشد قلی‌خان سلطان استاجلو و به حمایت عباس میرزا (بعداً" شاه عباس یکم) روی داد.

## محاصره قلعه تربت
محاصره قلعه تربت نبردی بود که در سال ۱۵۸۲ میلادی و مابین دو سپاه یکی حکومت مرکزی صفویه (شاه محمد خدابنده) و دیگری به فرماندهی علی‌قلی‌بیگ گورکان شاملو و مرشد قلی‌خان سلطان استاجلو و به حمایت عباس میرزا (بعداً شاه عباس یکم) روی داد. در این نبرد قلعه تربت توسط شاه محمد خدابنده محاصره شد. نتیجه نبرد و محاصره قلعه تربت، مصالحه ظاهری مرشد قلی‌خان سلطان استاجلو و شاه محمد خدابنده بود.

## جنگ تیرپل
نبرد تیرپل آوردی بود که در سال ۱۵۸۳ میلادی و مابین دو سپاه یکی حکومت مرکزی صفویه (شاه محمد خدابنده) و دیگری به فرماندهی علی‌قلی‌بیگ گورکان شاملو و به حمایت عباس میرزا (بعداً" شاه عباس یکم) روی داد. در این نبرد قلعه هرات توسط شاه محمد خدابنده محاصره شد. نتیجه نبرد و محاصره قلعه هرات، مصالحه علی‌قلی‌بیگ گورکان شاملو و شاه محمد خدابنده بود.

## مرگ
علی‌قلی بیگ گورکان شاملو بعد از ۱۱ ماه محاصره در قلعه هرات توسط ازبک‌ها، تسلیم و در اواخر ربیع الاول ۹۹۷ قمری (فوریه ۱۵۸۹) کشته شد.

## یادداشت
1. ↑  Necipogulu & Roxburgh 2000, pp. 64 fig.20, 66.
2. ↑  پس از مرگ شاه اسماعیل دوم، سلطان حسین‌خان شاملو پدر علی‌قلی‌بیگ گورکان شاملو، یکی از خدمتکاران خود به نام محمود بیگ را، که برای کارهای مخدوم خویش در قزوین مانده بود، مأمور کرد با شتاب به هرات برود و خبر کشته شدن شاه اسماعیل دوم را به علی برساند و اگر عباس میرزا (بعداً» شاه عباس یکم) را نکشته باشند از این کار جلوگیری کند.
3. ↑  ...و به قزوین بازگشتند و مرتضی قلیخان پرناک نیز در مشهد از علیقلیخان شکست خورد و ... پرتال جامع علوم انسانی
4. ↑  ... میان علیقلیخان و مرتضیقلیخان،... که از گذشته ... ترکمان و تکلو وجود داشت، .... به مشهد کشید و آن را محاصره ... بایگانی‌شده  در ۹ نوامبر ۲۰۱۳ توسط Wayback Machine منوچهر پارسادوست، مجله فرهنگی هنری بخارا
5. ↑  سران قزلباش علیه یکدیگر اوضاع خراسان پس از کشته شدن مهد علیا بایگانی‌شده  در ۱۶ ژوئیه ۲۰۲۱ توسط Wayback Machine دانشنامه رشد
6. ↑  نصرالله فلسفی (۱۳۹۱)، «جلد اول»، زندگانی شاه عباس اوّل، به کوشش فرید مرادی.، تهران: انتشارات نگاه، ص. ۷۹ تا ۸۱، شابک ۹۷۸۹۶۴۳۵۱۷۲۶۷
7. ↑  نصرالله فلسفی (۱۳۹۱)، «جلد اول»، زندگانی شاه عباس اوّل، به کوشش فرید مرادی.، تهران: انتشارات نگاه، ص. ۷۹ تا ۸۱–۸۵ و ۸۶–۸۷، ۸۸ و ۸۹–۹۰ تا ۹۳، شابک ۹۷۸۹۶۴۳۵۱۷۲۶۷
8. ↑  نصرالله فلسفی (۱۳۹۱)، زندگانی شاه عباس اوّل، به کوشش فرید مرادی.، تهران: انتشارات نگاه، ص. ۶۵، شابک ۹۷۸۹۶۴۳۵۱۷۲۶۷
9. ↑  Munshi, Eskandar Beg (1629). History of Shah 'Abbas the Great (Tārīkh-e ‘Ālamārā-ye ‘Abbāsī) / Roger M. Savory, translator. p. 344. Retrieved May 10, 2025.
10. ↑  تاریخ نظامی ایران، جنگهای دوره صفویه. نوشته:دکتر خانبابا بیانی بایگانی‌شده  در ۷ ژانویه ۲۰۲۳ توسط Wayback Machine aftamat.com